# ماري لويس كارفن
ماري لويس كارفن (بالفرنسية: Marie-Louise Carven) (31 أغسطس 1909 - 8 يونيو 2015)، اسمها الحقيقي كارمن دي توماسو (بالفرنسية: Carmen de Tommaso) مصممة أزياء فرنسية أسست دار كارفن في عام 1945. اشتهرت بتصاميمها الخاصة بالنساء القصيرات. واستخدامها للأقمشة الخفيفة مثل الدانتيل.

## حياتها
ولدت في 31 أغسطس 1909 في شاتيلرو، فرنسا. أبدت كارفن اهتمامًا بتصميم الأزياء منذ صغرها عن طريق تصنيع ملابس لقطتها الأليفة، درست الهندسة المعمارية والديكور الداخلي في كلية الفنون الجميلة في باريس.

## مهنتها
في عام 1945، في سن 34، فتحت دار كارفن للأزياء في الشانزليزيه. اسم كارفن يجمع بين اسمها المعطى كارمن، مع الاسم الأخير لعمها خوسيه بويريفن، الذي قدمها إلى الأزياء الراقية. ركزت تصاميمها على النساء القصيرات، «لأنها كانت قصيرة جدًا ولا تستطيع ارتداء إبداعات أفضل مصممي الأزياء، الذين أظهروا فقط تصاميمهم على الفتيات الطويلات.» 
سرعان ما أصبحت كارفن معروفة باسم «أصغر مصممي الأزياء الكبار». كانت القطعة المميزة من مجموعتها الأولى عبارة عن فستان صيفي مقلم أخضر وأبيض. وأصبحت الخطوط الخضراء والبيضاء توقيع بيت كارفن. ومن بين زبائنها الأوائل ليزلي كارون، ومارتين كارول، وزيزي جانماير، وإديث بياف. كانت كارفن واحدة من أوائل بيوت الأزياء التي تنظم عروض في جميع أنحاء العالم. ألهمها السفر لاستخدام مواد متنوعة مثل المدراس، والباتيك والرافيا في مجموعاتها. في الخمسينيات، كانت كارفن أحد أوائل المصممين الغربيين الذين استخدموا المنسوجات الأفريقية. كما صممت كارفن زي الفريق الأولمبي الفرنسي لعام 1976، وحراس المرور الباريسيين، وموظفي Eurostar ، وأكثر من 20 شركة طيران.
كانت كارفن أيضًا مصممة الأزياء لأحد عشر فيلمًا، منها: Manon) (1949، و (Rendezvous في يوليو (1949)، و (إدوارد وكارولين (1951)، 

## تقاعدها
تقاعدت كارفن في سن 84 عام 1993. وفي عام 2001، وهبت أرشيفها إلى متحف غاليرا.

## الجوائز
في أغسطس 2000، تم تسمية كارفن باسم الصالحين بين الأمم من قبل ياد فاشيم.
في حفل عيد ميلادها المائة في عام 2009، أصبحت قائدة فيلق الشرف.

## روابط خارجية
- ماري لويس كارفن على موقع IMDb (الإنجليزية)
- ماري لويس كارفن على موقع قاعدة بيانات الفيلم (الإنجليزية)
- ماري لويس كارفن على موقع كينوبويسك (الروسية)
- موقع كارفن
- كارفن «الاسبرانتو» دعوى في قصر غاليرا